# Świętochłowice
Świętochłowice ( [ɕfjɛ̃tɔxwɔˈvʲit͡sɛ]IPA, slezsky Śwjyntochlowicy [ɕfʲɨntɔxloˈvʲit͡se], německy Swientochlowitz) jsou město a městský okres v jižním Polsku ve Slezském vojvodství. Leží na historickém území Horního Slezska ve středu dvoumilionové katovické konurbace mezi Bytomí, Chořovem a Slezskou Rudou. Mají přibližně 46 tisíc obyvatel.

## Lidnatost
V samotných Świętochłowicích žilo ke konci roku 2019 49 557 obyvatel. Jelikož celková rozloha města je pouhých 13,31 km², jedná se o obec se třetí nejvyšší hustotou zalidnění v celém Polsku – ta činí 3 723 lidí na km². Při posledním sčítání lidu (2011) se 32,2 % obyvatel přihlásilo ke slezské národnosti, ale většina z nich se také přihlásila k polské národnosti, takže 83,1 % obyvatel Świętochłowice se přihlásilo k polské národnosti (v Polsku lze uvést dvě národnosti).[zdroj?]

## Historie
Město Świętochłowice v současné podobě vzniklo v roce 1951 spojením obcí Świętochłowice (se statusem města od roku 1947, nyní tvoří městské části Centrum a Zgoda), Chropaczów (město od roku 1950), Lipiny a Piaśniki.
Dějiny všech těchto obcí se pojí s prudkým rozvojem těžkého průmyslu v 19. století, kdy původně zemědělské vesnice prošly transformací v hustě zastavěné dělnické kolonie s typickými familoky z neomítané cihly. Do konce první světové války patřily Německu, ovšem po plebiscitu v roce 1921 a následném rozdělení regionu připadly Polsku. Po druhé světové válce byl ve čtvrti Zgoda na několik měsíců zřízen polský komunistický koncentrační tábor pro Volksdeutsche, Šlonzáky a další „nepřátele státu“ včetně účastníků protikomunistického odboje.

## Památky
K památkám města patří kromě starých dělnických kolonií, kostelů a tří radnic (v Centru, Chropaczowě a Lipinách) také objekty postavené pro rodinu Henckel von Donnersmarck, jež v 19. století patřila k nejvýznamnějším hornoslezským průmyslníkům – sídlo správy majetku (1907) a ředitelství dolu a hutí (1883). Obojí vzniklo v novogotickém stylu, který dotváří charakter Świętochłowic.

## Doprava
Dopravu ve městě zajišťují autobusy a tramvaje v rámci integrovaného systému katovické aglomerace (Zarząd Transportu Metropolitalnego, ZTM). V městské části Centrum se nachází železniční stanice Świętochłowice na páteřní trati Katovice – Vratislav, která zároveň slouží pro regionální dopravu společnosti Koleje Śląskie (Slezské dráhy). Rovnoběžně se železnicí vede Drogowa Trasa Średnicowa (Silniční diametr) – hlavní propojení měst hornoslezské části aglomerace v ose východ–západ.